# Wendy Sulca
Wendy Sulca Quispe (Lima, 22 de abril de 1996) es una cantante, celebridad de Internet, compositora y actriz peruana. Se hizo conocida inicialmente por su exposición mediática alcanzada por sus videos virales musicales publicados en el sitio YouTube que la convirtieron en un fenómeno de Internet, para más tarde consolidar su carrera musical.
Entre sus temas más reconocidos se destacan «La tetita», «Cerveza, cerveza» y «Papito», incluidos en su álbum de huaino. Tuvo una etapa de transición con «Explosión», «Canta conmigo» y «La magia del amor». En 2016, participó como protagonista en la película chilena Coach y estrenó su primer tema en reguetón llamado «Esto ya fue», el cual tuvo buena recepción del público especializado.
En 2019, firmó contrato con la discográfica Sony Music para la preparación de un nuevo álbum discográfico, el cual tiene como tema promocional «Cerveza, cerveza 2.0» al lado de las cantantes Miss Bolivia y Maca del Pilar. El álbum Evolución, finalmente, se publicó en 2022.
En 2024, la artista presentó la canción "Orgullo de la Pacha 2.0", una canción que le hace frente al bullying.

## Biografía

### 1998-2010: primeros años de vida y notoriedad
Sulca nació en el distrito limeño de San Juan de Miraflores. Desde pequeña residía en Pamplona Alta, una zona pobre de dicho distrito. Su padre, Franklin Sulca junto a su madre Lidia Quispe, promovieron el desarrollo artístico de Wendy hasta el fallecimiento de Franklin en un accidente automovilístico. Tras dicho suceso, su madre continuó promoviendo la carrera artística y empezó a componer las primeras canciones de Wendy pertenecientes al primer disco Papito por qué me dejaste estrenado en 2005 por la discográfica local Danny Producciones, cuando esta solo tenía ocho años.
Durante 2008 los videos de ese álbum, como «La tetita», «Cerveza, cerveza» y «Papito», fueron subidos al sitio de videos YouTube logrando en conjunto diez millones de visitas.
En marzo de 2009 fue invitada por el célebre periodista Jaime Bayly al programa El francotirador de Frecuencia Latina, transformándose en su primera entrevista en televisión.
En abril de 2010, a partir de una idea del publicista argentino Gastón Cleiman, colaboró musicalmente en la canción «En tus tierras bailaré» con Delfín Quishpe y La Tigresa del Oriente. La canción —homenaje a Israel— captó la atención de medios latinoamericanos y obtuvo más de un millón de visitas, llegando a ser llamado «el “We are the World” de YouTube» por el cantante René Pérez de Calle 13.
El tema fue el primero de Sulca en comercializarse virtualmente, como sencillo, en el iTunes Store. En octubre de ese año, Sulca realizó su primera presentación internacional al participar en Buenos Aires del YouFest, en el Centro Cultural Konex junto con Delfín Quishpe y La Tigresa del Oriente, como promoción de «En tus tierras bailaré». En noviembre de ese mismo año, la cantante apareció junto a Andrés Calamaro, René Pérez de Calle 13 y la Tigresa del Oriente en el videoclip de «Pa’trás», canción del disco Pyramide de Dante Spinetta.
Aparte, colabora con Dani Umpi y Fito Páez en el tema «El tiempo pasar», perteneciente al disco Mormazo de Umpi.

### 2011-2014:Homenaje a mi padre, versiones y presentaciones internacionales
A finales de 2010 estrenó su segunda producción discográfica titulada Homenaje a mi padre, de donde se desprenden los tres temas promocionales «El chivo viejo», «Homenaje a mi padre» (a dúo con su madre, Lidia Quispe) y «¿Por qué te enamoraste?».
Se presentó en el «Festival Centro» de Bogotá (Colombia), a finales de enero de 2011 y en discotecas de Chile a principios de junio de 2011.
Regresó en septiembre de 2011 a la ciudad de Bogotá, donde interpretó una versión del hit «Like a Virgin» de Madonna.
La intérprete había anunciado en enero de 2012 que pretendía incursionar en otro género musical, pero esta posibilidad quedó pospuesta cuando en febrero de 2012 lanzó la versión de Bryan Adams «(Everything I Do) I Do It For You», versionado en el género huayno y titulado «Mira mis ojos». Esta canción pertenece a su segundo disco y finalmente el 25 de octubre de 2012 estrena el videoclip oficial para dicho tema.
El 28 y 29 de septiembre de 2012, Wendy Sulca se presenta junto a Delfín Quishpe y La Tigresa del Oriente en la segunda emisión del Festival YouFest, en la ciudad de Madrid (España).
A finales de noviembre de 2012, estrena su buzz single, este es una versión de estudio del tema «Like a Virgin» de Madonna, que meses atrás había versionado en varias presentaciones. El 21 de diciembre estrena el videoclip musical para dicho tema,
En 2013, publicó otro buzz single titulado «Nadie puede con el amor», una canción que marca una nueva etapa de la artista, ahora dentro del género de la balada pop. El tema pertenece al soundtrack de la miniserie Mi amor, el wachimán. Meses más tarde presenta en las redes sociales el videoclip de este sencillo. El clip fue grabado en Buenos Aires y muestra un tributo a Machu Picchu.
En 2014, lanza el sencillo «Explosión», versión de «Wrecking Ball» de Miley Cyrus. Ese mismo año estrenó el videoclip oficial para dicha canción. Además sacó su libro autobiográfico «La verdadera historia de Wendy Sulca, más allá de La Tetita».

#### Tour Explosión 2014
En el ámbito de su tour «Explosión 2014», visita México en las locaciones de Monterrey, Aguascalientes y D.F.. Aparte es invitada por MTV, donde presenta la categoría «Video Viral del Año» de los Premios MTV Millennial Awards. Sulca también ofrece presentaciones en la Argentina y en Chile. En este último país logra agotar las entradas para su presentación en el Centro de Eventos Ex Oz, en Santiago.

### 2016-2018: incursión en otros géneros
A finales de 2014, la artista publica el tema promocional que lleva por título «Bailo y festejo». El mismo estuvo bajo la producción de René Calderón. Aparte, colabora musicalmente con el cantante chileno Gepe, en el tema «Hambre», estrenando su videoclip en abril de 2015.
En 2016, la artista estrena lanza «Canta conmigo», primer sencillo promocional de su tercera placa discográfica, sin título aún.
Más tarde estrena su tema «La magia del amor», con un videoclip de inclusión social, filmado en Lima (Perú). La canción fue grabada en Argentina con los productores de 3Música. Posteriormente estrena el videoclip de «Me voy a enamorar», grabado en Embalse El Yeso, de Chile. El 24 de noviembre de 2017 estrena el sencillo musical «No quiero perderte» en las principales plataformas digitales de música y más tarde el videoclip.
En 2018, la artista evoluciona a géneros folk urbanos y realiza una colaboración con Café Tacvba llamada «Siempre podemos bailar» y lanza para el mundial de Rusia el tema «Boom Boom» al lado de Liberato Kani y por último estrena el videoclip «Mi tierra».

### 2019-presente: reguetón y contrato con Sony Music
A principios de 2019, Sulca incursiona en el reguetón y estrena el videoclip «Eso ya fue», grabado en varias localizaciones de Miami y Lima. El tema fue escrito por Gonzalo Calmet y producido por Patrick Ingunza y Mario Cáceres. Meses más tarde en sintonía de la celebración del orgullo LGBT, estrenó su videoclip de «Chao chao chao», un clip inclusivo donde tuvo de invitados varias drag queens.
En septiembre de 2019, la cantante firma contrato con la discográfica Sony Music para la preparación de su nuevo disco y días más tarde estrena una nueva versión de «Cerveza cerveza 2.0» en colaboración de Miss Bolivia y Maca del Pilar. En marzo de 2020 estrena el videoclip musical.
El 14 de agosto de 2020, la cantante estrena «Tiempo» una balada folk fusión, la cual es una adaptación al español de la canción «The Clock Stopped Ticking» del músico norteamericano Tony King.
El 19 de marzo de 2021 estrenó «Mi reclamo», una colaboración con Olaya Sound System, con un videoclip filmado en Cusco y que le valió una nominación a los Premios Luces como «Hit del Año».
El 23 de abril de 2022 publicó el disco «Evolución», compuesto por diez canciones ya conocidas y dos inéditas. El sencillo de lanzamiento es «Si quieres tenerme», un tema con sonidos urbanos y andinos que le permitió ser incluida en la campaña EQUAL de Spotify. Posteriormente estrena los videoclips «Mi ángel» y «Mira como soy» con Nero Lvigi y Lido Pimienta.

## Cine y televisión
La artista debuta como actriz, participando en la miniserie peruana Vacaciones en Grecia del canal América Televisión. y publica el tema «Nadie puede con el amor», una balada pop incluida en la miniserie peruana Mi amor, el wachimán.
Más tarde participa en la telenovela peruana Valiente amor, producida por Michelle Alexander para el mismo canal América Televisión.
Además realiza su debut cinematográfico como protagonista del filme chileno Coach, de Leonardo Medel, donde interpreta a una joven peruana que busca un futuro mejor en Chile. El estreno fue el 28 de julio de 2016, en todas las salas de Chile.

## Recepción crítica

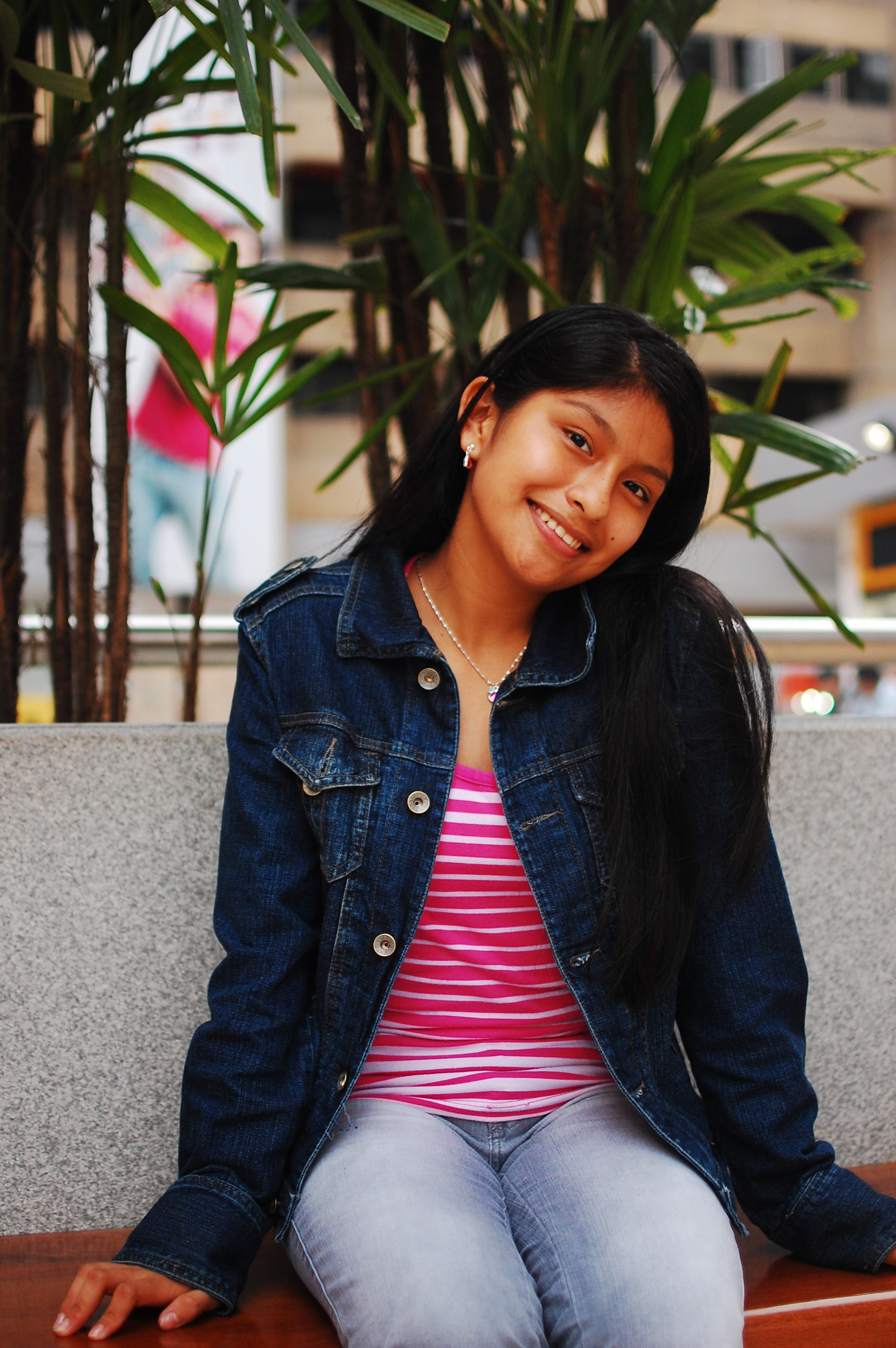
Wendy Sulca en 2010.

La cantante ha recibido críticas mixtas: por un lado, tiene una base de admiradores que la apoya, y artistas como Calle 13 y Tego Calderón le han manifestado su simpatía, mientras que al mismo tiempo diversos medios critican su voz y su manera de cantar, y afirman que su fama, más que a calidad artística se ha debido a factores como la fascinación que produce lo que es «diferente», y a que sus producciones son insólitas y cómicas, llegando incluso a ser parodiada en algunas ocasiones.
La periodista Alma Guillermoprieto ha descrito el fenómeno de Sulca y «En tus tierras bailaré» como un ejemplo de «la transformación caótica de una cultura que siempre ha tenido una infinita capacidad de reinvención. Esto no es desconocido, es bien sabido que es un arte de la más profunda clase [...]».
En 2011, la consultora Neo Consulting realizó un análisis de los trending topics de personajes peruanos en donde —por diversas razones— Sulca compartió en Twitter con el expresidente Ollanta Humala y el futbolista Paolo Guerrero.

## Activismo
Wendy Sulca ha realizado un activismo comprometido con temas de derechos humanos entre los tópicos que aborda se encuentran los derechos de las mujeres en su diversidad, la diversidad cultural y la defensa de derechos de la comunidad LGBTIQ+. A lo largo de su carrera se ha pronunciado contra el racismo estructural debido al acoso que sufre en redes desde que era niña.
Asimismo, en sus videoclips ha abordado los diferentes tópicos que defiende como el de memoria colectiva nacional frente al Conflicto Armado Interno exponiendo El ojo que llora en su videoclip Mírame como soy, un monumento para conmemorar a las víctimas de ese periodo. Además, ha abordado el tema de igualdad de género en dos de sus canciones Chao, chao, chao y Amor es Amor, el primer videoclip contó con la participación del Valetodo DownTown y en el segundo colaboró con la Kiki House of Brava, ambas asociaciones de la escena diversa local.
En 2024 estuvo entre los artistas que participaron en el concierto de cierre de la Marcha del Orgullo de Lima junto a Adrián Bello.

## Discografía
| - 2005: ¿Papito por qué me dejaste? - 2010: Homenaje a mi padre - 2022: Evolución - 2024: "Mírame como Soy" | Sencillos - «La tetita» - «Cerveza, cerveza» - «Papito» - «¿Por qué te enamoraste?» - «Homenaje a mi padre» (con Lidia Quispe) - «Mira mis ojos» - «Like a Virgin» - «Nadie puede con el amor» - «Explosión» - «Bailo y festejo» - «Canta conmigo» - «La magia del amor» - «Me voy a enamorar» - «No quiero perderte» - «Esto ya fue» - «Chao chao chao» - «Cerveza cerveza 2.0» (con Miss Bolivia y Maca del Pilar - «Tiempo» - «Mi reclamo» - «Si quieres tenerme» - «Mi ángel» - «Mira como soy» (con Nero Lvigi y Lido Pimienta) | Otras canciones - «Carnaval» - «Huaylash» - «Mi vida no vale nada» - «Carnaval» - «Silencio» - «Cariño loco» - «Siento en mi alma pena y dolor» - «Madrecita» - «Pobre» - «El chivo viejo» - «Alma de carnaval» - «Me pongo hardcore» - «Boom Boom» (con Liberato Kani) - «Siempre podemos bailar» (con Rubén Albarrán de Café Tacvba) - «Mi tierra» Colaboraciones - «En tus tierras bailaré» (con Delfín Quishpe y la Tigresa del Oriente) - «Pa' tras» (de Dante Spinetta) - «El tiempo pasar» (de Dani Umpi con Fito Páez) - «Hambre» (con Gepe) |

## Filmografía

### Cine
| Año  | Título | Rol           | Director       |
| ---- | ------ | ------------- | -------------- |
| 2016 | Coach  | Marian Aguayo | Leonardo Medel |
| 2017 | Harem  | Marisol       | Leonardo Medel |

### Televisión
| Año  | Título               | Rol      | Notas                     |
| ---- | -------------------- | -------- | ------------------------- |
| 2013 | Vacaciones en Grecia | Wendolyn | Debut como actriz         |
| 2016 | Valiente amor        | Lourdes  | Personaje de reparto      |
| 2021 | La rosa de Guadalupe | Violeta  | Protagonista del episodio |

| Año  | Título               | Rol                           |
| ---- | -------------------- | ----------------------------- |
| 2014 | MTV Millenial Awards | Presentadora                  |
| 2015 | La Voz Kids          | Asesora del equipo de Kalimba |
| 2016 | Teletón              | Telefonista                   |
| 2017 | El Dorado            | 4.ª Eliminada                 |

## Premios y nominaciones
| Año  | Premios        | Categoría       | Trabajo                          | Resultado nominación |
| ---- | -------------- | --------------- | -------------------------------- | -------------------- |
| 2016 | Premios Pulsar | Canción del Año | «Hambre» (colaboración con Gepe) | Nominada             |
| 2022 | Premios Luces  | Hit del Año     | «Mi reclamo»                     | Nominada             |